# جداسازی مستقیم کربن از هوا

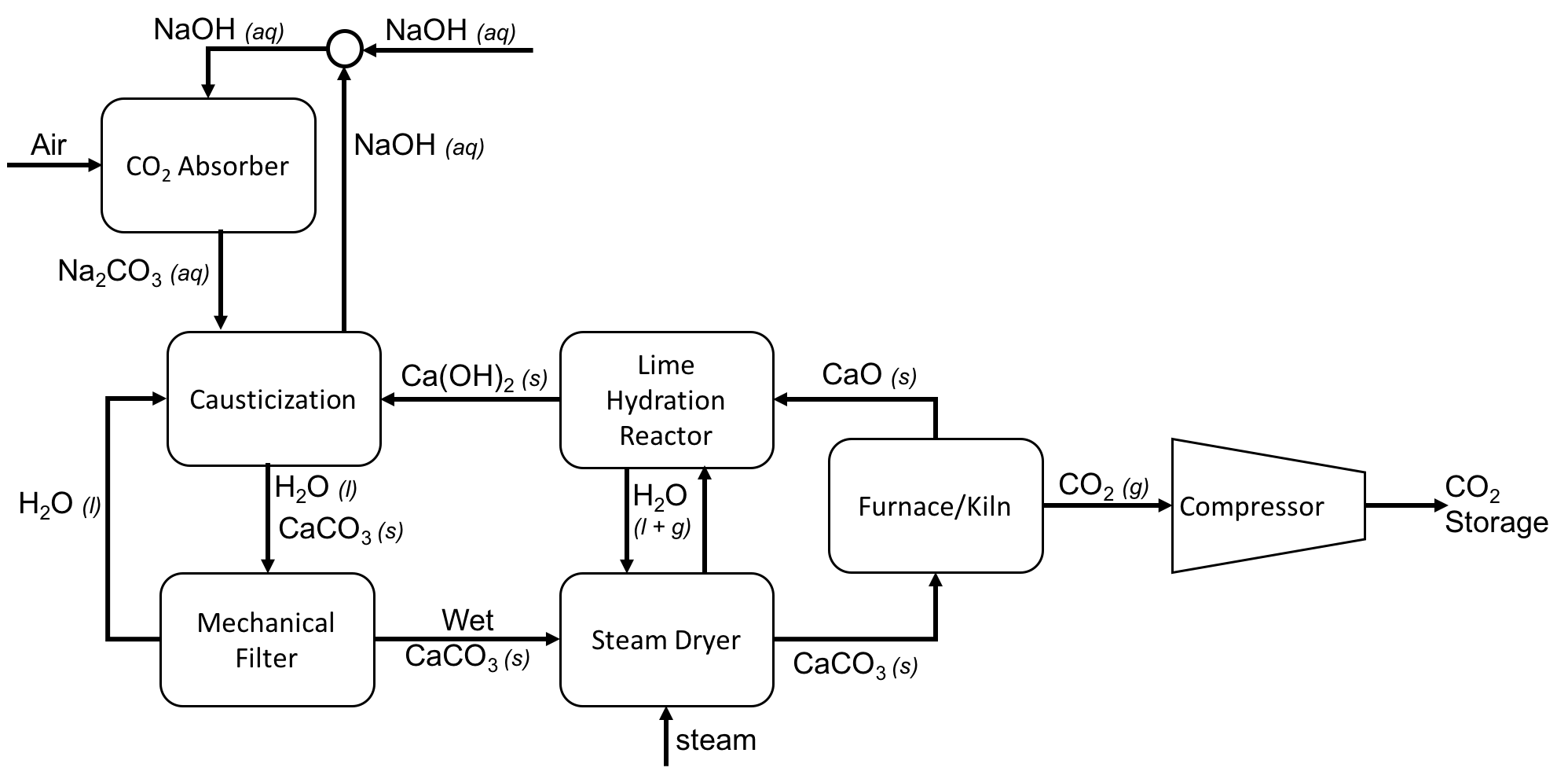
نمودار فرایند جذب مستقیم کربن از هوا با استفاده از هیدروکسید سدیم به عنوان جاذب و بازسازی مجدد آن

جداسازی مستقیم کربن از هوا یا ترسیب کربن (به اگلیسی: Direct Air Capture)، استفاده از فرایندهای شیمیایی یا فیزیکی برای استخراج مستقیم دی‌اکسید کربن از هوای محیط است.
اگر پس از استخراج دی‌اکسید کربن، آن را در سامانه‌های ذخیره‌سازی طولانی‌مدت و امن (به نام Direct Air carbon Capture and Sequestration (DACCS)) ذخیره نمایند، کل فرایند منجر به حذف دی‌اکسید کربن خواهد رسید که یک «فناوری انتشار منفی» (به انگلیسی: Negative Emissions Technology) خواهد بود.
دی‌اکسید کربن (CO2) به‌طور مستقیم از هوای محیط گرفته می‌شود که این در تضاد با مفهوم جذب و ذخیره کربن (CCS) از منابع انتشار نقطه ای یا محلی مانند کارخانه سیمان یا نیروگاه‌های انرژی زیستی است. پس از استخراج، یک جریان غنی از CO2 برای جداسازی یا استفاده یا تولید سوخت بدون کربن تولید می‌شود. حذف دی‌اکسید کربن زمانی حاصل می‌شود که هوای محیط با مواد شیمیایی، به‌طور معمول یک حلال قلیایی آبی یا جاذب، تماس پیدا کند. این مواد شیمیایی پس از انجام کار، از طریق اعمال انرژی گرمایی از CO2 پاک می‌شوند و در نتیجه جریان CO2 باقی می‌ماند که می‌تواند پس از حذف آب (آب زدایی)، فشرده‌سازی گردد، در حالی که به‌طور همزمان مواد شیمیایی برای استفاده مجدد آماده‌سازی می‌شوند.
هنگامی که جداسازی CO2 با ذخیره طولانی مدت آن همراه باشد، فرایند جذب و ذخیره مستقیم کربن از هوا شناخته می‌شود (DACCS یا DACS). این فرایند به تأمین انرژی پایدار نیاز دارد زیرا به ازای هر مول جذب CO2، حدود ۴۰۰ کیلوژول، انرژی مورد نیاز است. جذب و ذخیره مستقیم کربن می‌تواند به عنوان یک مکانیسم حذف دی‌اکسید کربن از اتمسفر (یا یک فناوری کربن منفی) عمل کند. اگرچه این فرایند تا سال ۲۰۲۳ هنوز در تجارت انتشار گازهای گلخانه‌ای ادغام نشده‌است، زیرا با هزینه بیش از ۱۰۰۰ دلار آمریکا برای هر تن دی‌اکسید کربن، چندین برابر قیمت کربن در آن بازارها است.
جداسازی مستقیم کربن در سال ۱۹۹۹ ارائه شد و هنوز در حال توسعه است. چند ین کارخانه تجاری در اروپا و ایالات متحده برنامه‌ریزی شده‌اند یا در حال فعالیت هستند اما استقرار سامانه‌های مقیاس بزرگ ممکن است زمانی که با برنامه‌های اقتصادی یا مشوق‌ها مرتبط شوند، تسریع شود.
برخلاف جذب و ذخیره‌سازی کربن (CCS) که انتشار گازهای گلخانه‌ای را از یک منبع نقطه‌ای مانند کارخانه ضبط می‌کند، جداسازی مستقیم، غلظت دی‌اکسید کربن را در جو به‌طور کلی کاهش می‌دهد. به‌طور معمول، CCS برای منابع بزرگ و ثابت CO2، به جای منابع پراکنده و متحرک توصیه می‌شود. اما برعکس آن، جداسازی مستقیم هیچ محدودیتی در منابع ندارد.

## روش‌های جداسازی
بیشتر روش‌های تجاری به فن‌های بزرگی نیاز دارند تا هوای محیط را از فیلتر عبور دهند. اخیراً، شرکتی مستقر در ایرلند به نامCarbon Collect Limited,

آژانس بین‌المللی انرژی از رشد ظرفیت عملیات جهانی جذب مستقیم کربن از هوا خبر می‌دهد.

روشی را موسوم به MechanicalTree™ توسعه داده‌است که به سادگی در برابر باد احداث می‌شود تا CO2 را جذب کند. این شرکت ادعا می‌کند که این روش جداسازی گرفتن غیرفعال CO2، به‌طور قابل توجهی هزینه انرژی مصرفی برای جذب مستقیم هوا را کاهش می‌دهد و هندسه آن باعث امکان جذب در مقیاس گیگاتن می‌شود.
بیشتر تکنیک‌های تجاری از یک حلال مایع، معمولاً مبتنی بر آمین یا قلیا برای جذب CO2 از گازها استفاده می‌کنند. به عنوان مثال، یک حلال رایج قلیایی، هیدروکسید سدیم است که با CO2 واکنش می‌دهد و کربنات سدیم پایدار را رسوب می‌دهد. این کربنات برای تولید جریان گاز CO2 بسیار خالص گرم می‌شود. هیدروکسید سدیم را می‌توان از کربنات سدیم در فرایند سوزاندن بازیافت کرد. روش جایگزینی دیگر آن است که CO2 در فرایند جذب شیمیایی به جاذب جامد متصل می‌شود. سپس از طریق اعمال گرما و خلاء، دی‌اکسید کربن به صورت جامد دفع می‌شود.
در میان فرایندهای شیمیایی مخصوص این موضوع، سه مورد برجسته هستند: سوزاندن با هیدروکسیدهای قلیایی، کربناته شدن و جاذب‌های هیبریدی آلی-غیر آلی متشکل از آمین‌های پشتیبانی شده در جاذب‌های متخلخل.

### روش‌های دیگر تحقیقاتی
ایده استفاده از بسیاری از اسکرابرهای کوچک پراکنده DAC - مشابه گیاهان زنده - برای ایجاد کاهش قابل توجه سطوح CO2 در محیط زیست، نام این فناوری را به عنوان درختان مصنوعی در رسانه‌ها به خود اختصاص داده‌است.

#### جاذب نوسان رطوبت
در یک فرایند چرخه‌ای که در سال ۲۰۱۲ توسط پروفسور کلاوس لاکنر، مدیر مرکز انتشار کربن منفی CNCE (Center for Negative Carbon Emissions) طراحی شد، CO2 رقیق را می‌توان به‌طور مؤثر با استفاده از رزین پلیمری تبادل آنیونی به نام Marathon MSA که دی‌اکسید کربن هوا را در هنگام خشک شدن جذب و هنگام قرار گرفتن در معرض رطوبت، آزاد می‌کند، جدا کرد. بخش بزرگی از انرژی برای فرایند توسط گرمای نهان تغییر فاز آب تأمین می‌شود. این فناوری به تحقیقات بیشتری برای تعیین مقرون به صرفه بودن آن نیاز دارد.

#### ساختارهای فلزی-آلی
مواد دیگری که می‌توان از آنها برای جداسازی استفاده کرد، موارد دارای ساختار فلزی-آلی (یا Metal-organic frameworks) هستند.

#### غشا (ممبران)
جداسازی غشایی CO2 بر روی غشاهای نیمه تراوا تکیه دارد. این روش به آب کمی نیاز دارد و مساحت تأسیسات مورد نیاز برای آن کوچکتر است. به‌طور معمول از غشاهای پلیمری، شیشه‌ای یا لاستیکی، برای جذب مستقیم کربن از هوا استفاده می‌شود. غشاهای شیشه‌ای معمولاً گزینش پذیری بالایی نسبت به دی‌اکسید کربن نشان می‌دهند. با این حال، آن‌ها همچنین نفوذپذیری پایین‌تری هم دارند. جذب غشایی دی‌اکسید کربن هنوز در حال توسعه است و قبل از اینکه بتوان آن را در مقیاس بزرگتر اجرا کرد، به تحقیقات بیشتری نیاز دارد.

## تأثیرات زیست‌محیطی
طرفداران فن آوری جداسازی کربن از هوا استدلال می‌کنند که این یک جزء ضروری برای کاهش تغییرات آب و هوایی است. محققان بر این باورند که جداسازی می‌تواند به اهداف توافق پاریس (یعنی محدود کردن افزایش میانگین دمای جهانی به کمتر از ۲ درجه سانتی گراد بالاتر از سطوح قبل از صنعتی شدن) کمک کند.
با این حال، برخی دیگر ادعا می‌کنند که تکیه بر این فناوری خطرناک است و ممکن است کاهش انتشار را با این تصور به تعویق بیاندازد که بعداً می‌توان مشکل را برطرف کرد و پیشنهاد می‌کنند که کاهش انتشار ممکن است راه‌حل بهتری باشد.
جداسازی کربن از هوا با تکیه بر جذب مبتنی بر آمین، نیاز به آب مصرفی قابل توجهی دارد. تخمین زده شد که برای جذب ۳٫۳ گیگا تن CO2 در سال، ۳۰۰ کیلومتر مکعب آب نیاز دارد. از سوی دیگر، استفاده از هیدروکسید سدیم به آب بسیار کمتری نیاز دارد، اما خود این ماده بسیار قلیایی و خطرناک است.
همچنین جداسازی کربن به دلیل غلظت کم CO2 در مقایسه با جذب سنتی از منابع نقطه‌ای، مانند گاز دودکش کارخانه‌ها، به انرژی مصرفی بسیار بیشتری نیاز دارد. حداقل انرژی مورد نیاز برای استخراج CO2 از هوای محیط، حدود ۲۵۰ کیلووات ساعت در هر تن CO2 است، در حالی که جذب از نیروگاه‌های گاز طبیعی و زغال سنگی به ترتیب به حدود ۱۰۰ و ۶۵ کیلووات ساعت در هر تن CO2 نیاز دارد. به دلیل این تقاضای ضمنی برای انرژی، برخی استفاده از «نیروگاه‌های هسته ای کوچک» متصل به تأسیسات جداسازی کربن را پیشنهاد کرده‌اند.
هنگامی که جداسازی کربن با یک سیستم جذب و ذخیره کربن (CCS) ترکیب می‌شود، می‌تواند تأسیسات انتشار منفی تولید کند، اما این امر مستلزم یک منبع برق بدون کربن است. استفاده از هر گونه الکتریسیته تولید شده با سوخت فسیلی، در نهایت منجر به انتشار CO2 بیشتری نسبت به جذب آن در جو می‌شود. علاوه بر این، استفاده از DAC برای افزایش بازیابی نفت، هرگونه مزیت احتمالی کاهش آب و هوا را منتفی می‌کند.

## هزینه‌ها
یکی از بزرگ‌ترین موانع اجرای تأسیسات جداسازی کربن از هوا، هزینه آن است. تا سال ۲۰۲۳ تخمین زده می‌شود که هزینه کل سیستم بیش از ۱۰۰۰ دلار به ازای هر تن CO2 جداسازی شده باشد. استقرار DAC در مقیاس بزرگ را می‌توان با سیاست‌های مشوق تسریع کرد.